# AVIA International
Pour les articles homonymes, voir Avia.

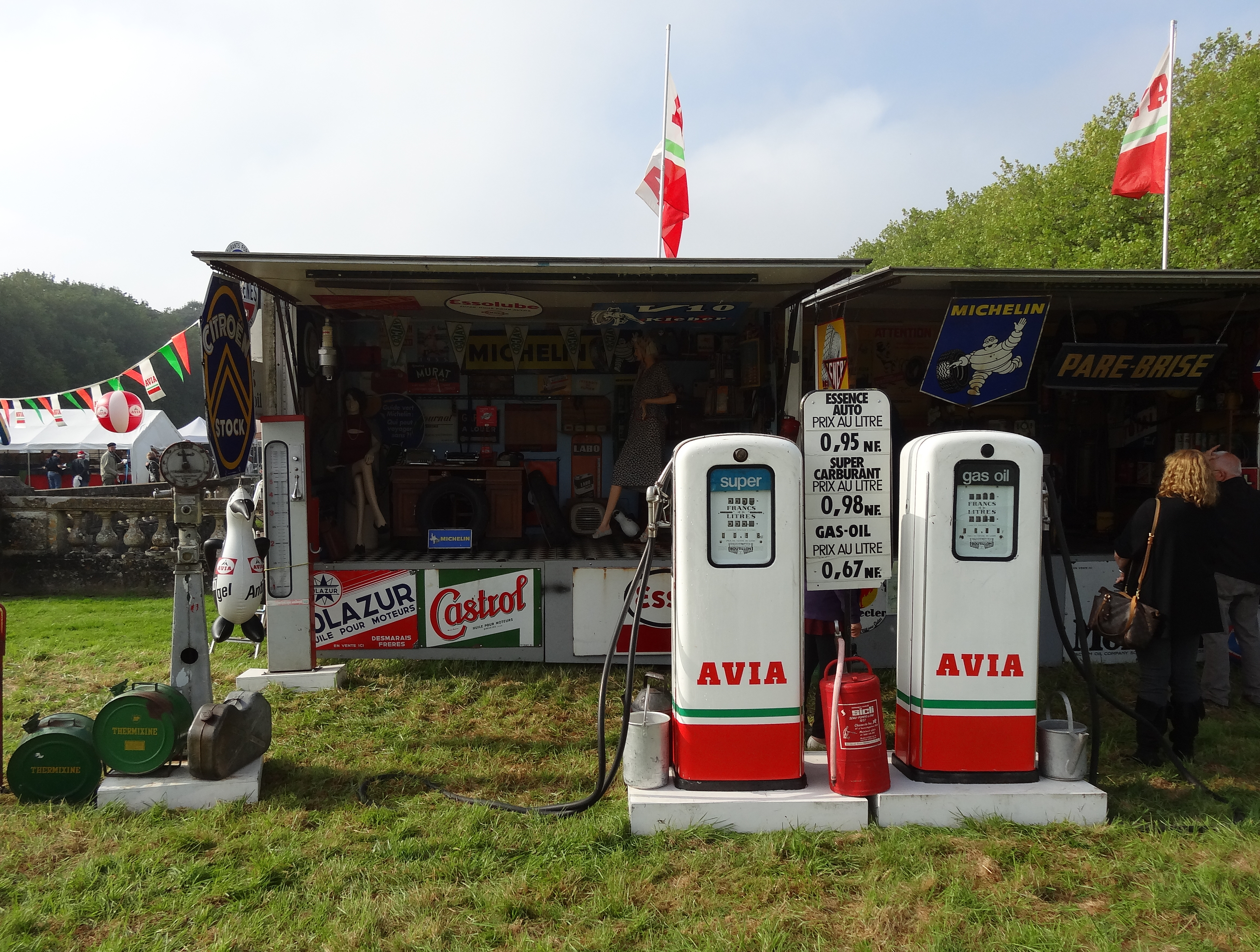
Anciennes pompes à essence AVIA

AVIA International est un groupement de 90 sociétés pétrolières indépendantes (entreprises membres) présentes dans 15 pays européens avec plus de 3 000 stations-service, à distributeur d'essence. C'est également l'enseigne (AVIA) sous laquelle celles-ci opèrent.

## Histoire
Plusieurs importateurs indépendants d’huiles minérales se sont regroupés en 1927 en Suisse sous le nom d’AVIA, comme alternative aux groupes internationaux d’huiles minérales, selon la devise : L’union fait la force.
Profiter des avantages d’un groupe international tout en restant indépendant – un concept convaincant! La nouvelle s’est répandue rapidement et de nombreuses entreprises ont fait de l’idée d’AVIA leur philosophie. Des collègues des autres pays européens ont peu à peu rejoint le groupe dans les années cinquante. C’est ainsi qu’AVIA INTERNATIONAL a vu le jour.
Fondé en Suisse en 1960, le groupe assure la totale indépendance de ses membres, tout en les regroupant sous une même enseigne (AVIA) et avec une politique internationale commune. Elle ne possède pas de raffinerie de pétrole propre.

## Implantations
L'enseigne Avia est présente en Allemagne, Autriche, Belgique, Bulgarie, Espagne, France (depuis 1950), Hongrie, Italie, Pays-Bas, Pologne, Portugal, Serbie, Suisse, République tchèque, Ukraine,.

### En France
En 2010 en France, Avia est la troisième enseigne de stations-service pour ce qui est du nombre de points de vente (plus de 800),. Deux entreprises familiales, Picoty et Thevenin & Ducrot,se partagent la distribution de carburant via les stations Avia françaises. En 2014, suite au retrait de certaines supermajors, elles possèdent 7 % du marché des stations-service d'autoroute.

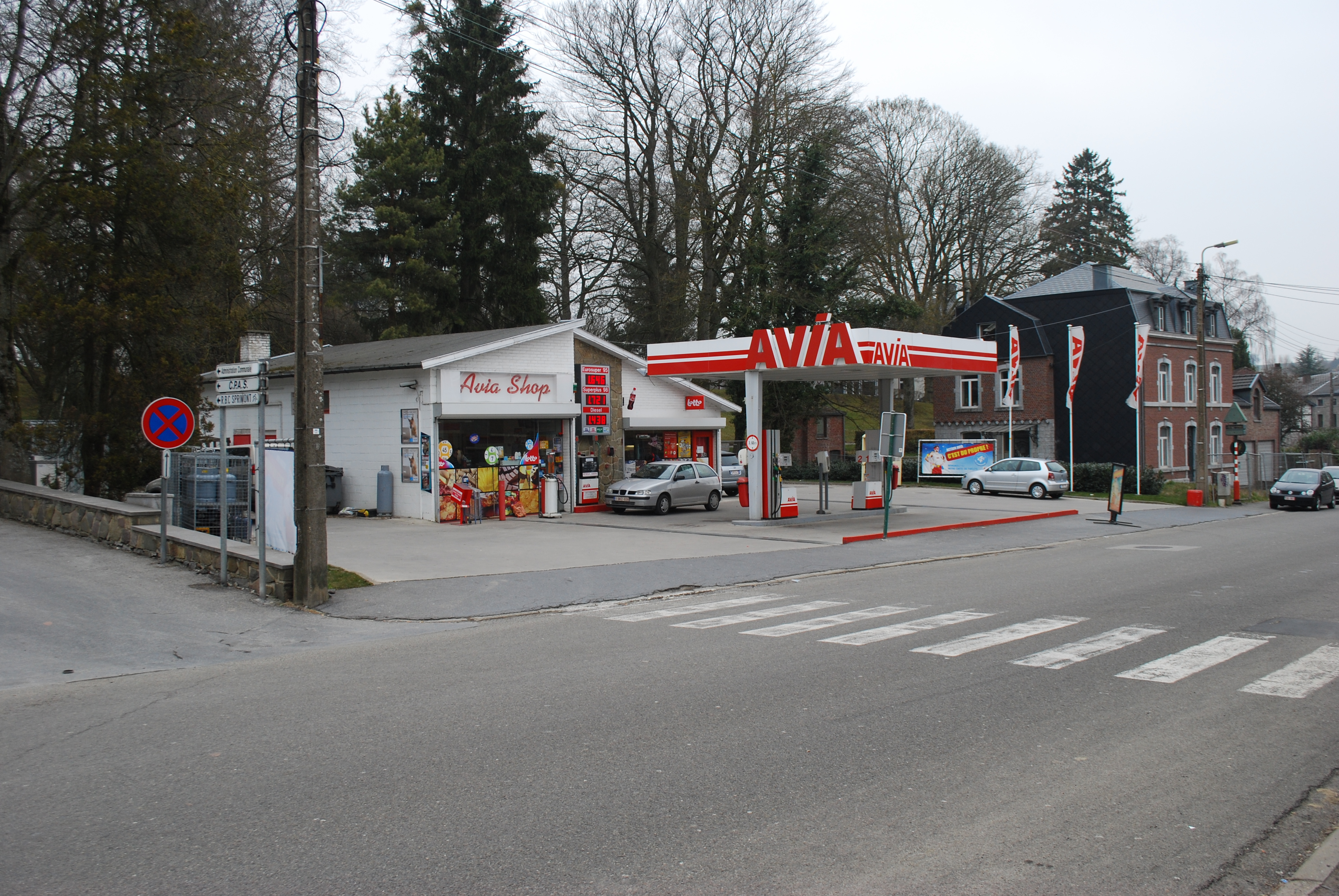
Station AVIA à Sprimont en Belgique.
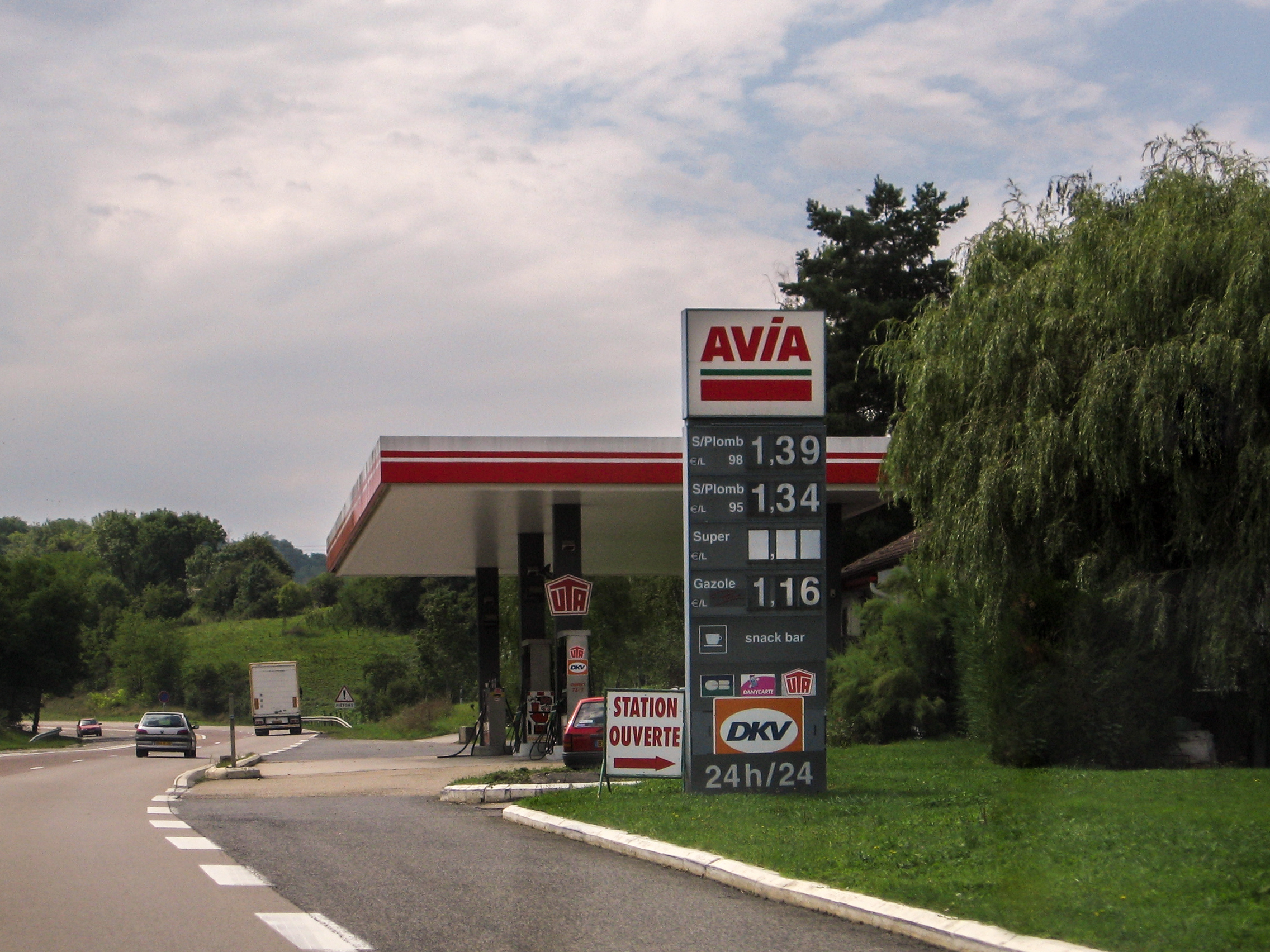
Station Avia en France
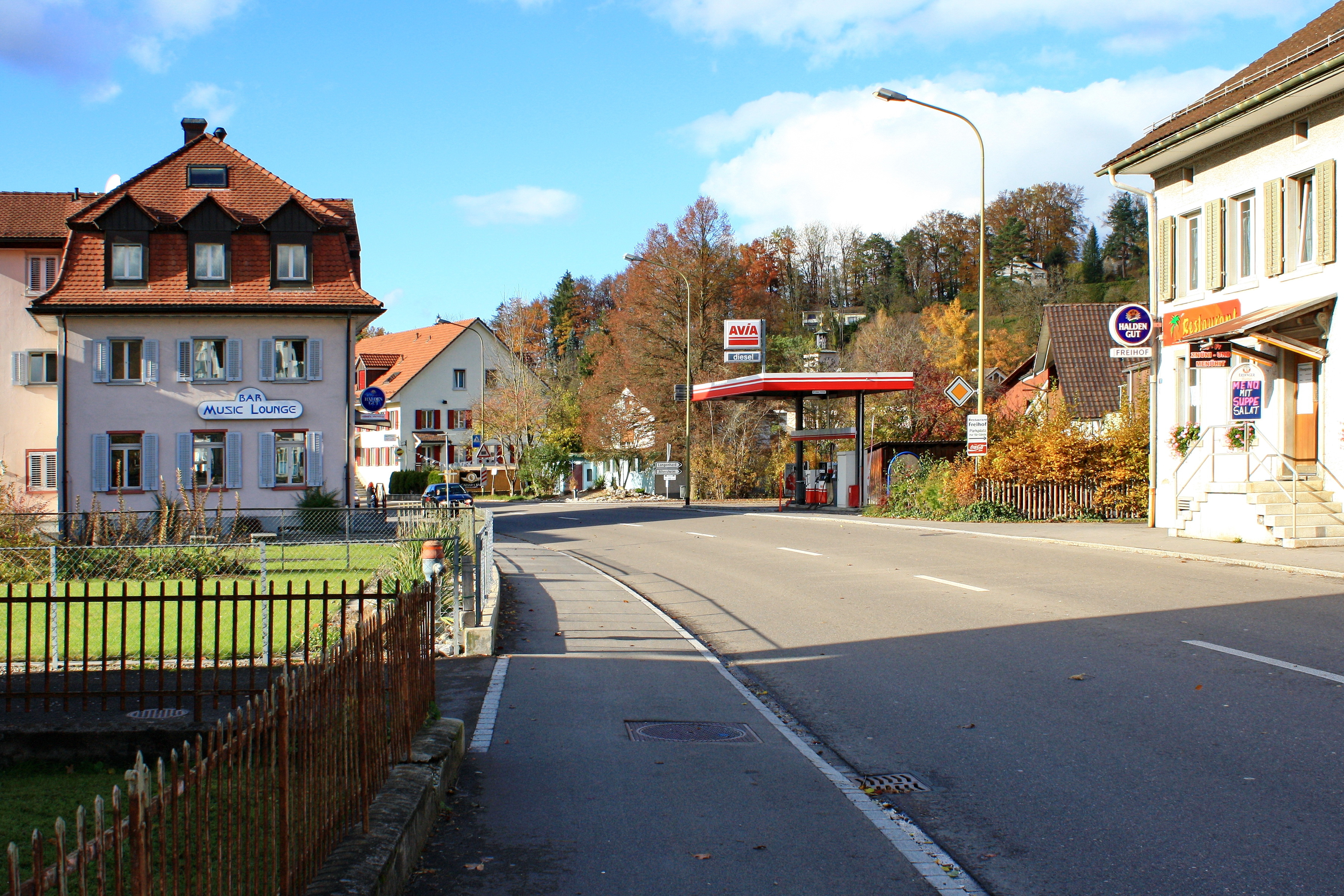
Station Avia en Suisse
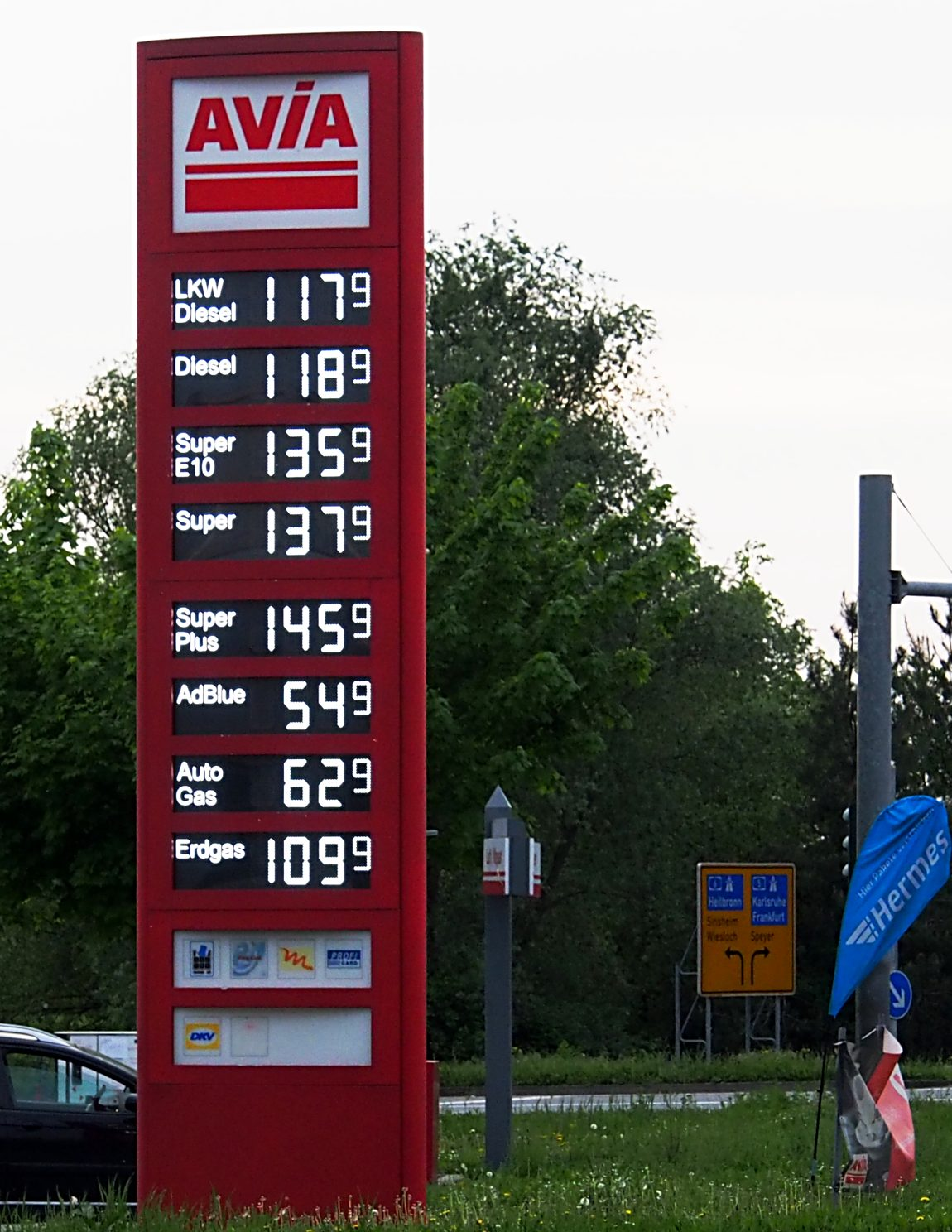
Liste de prix Avia
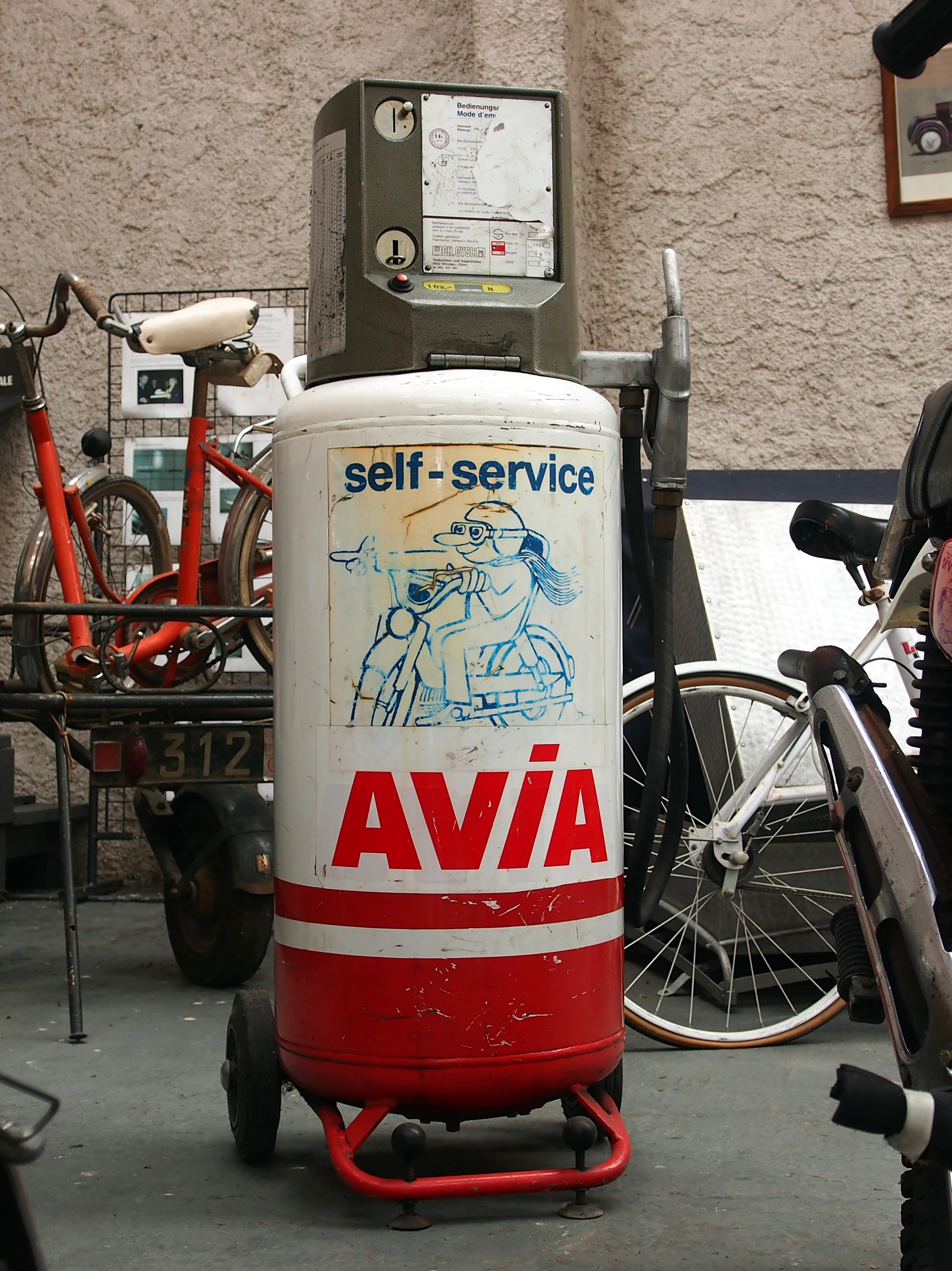
Distributeur d'essence automatique Avia pour vélomoteurs.
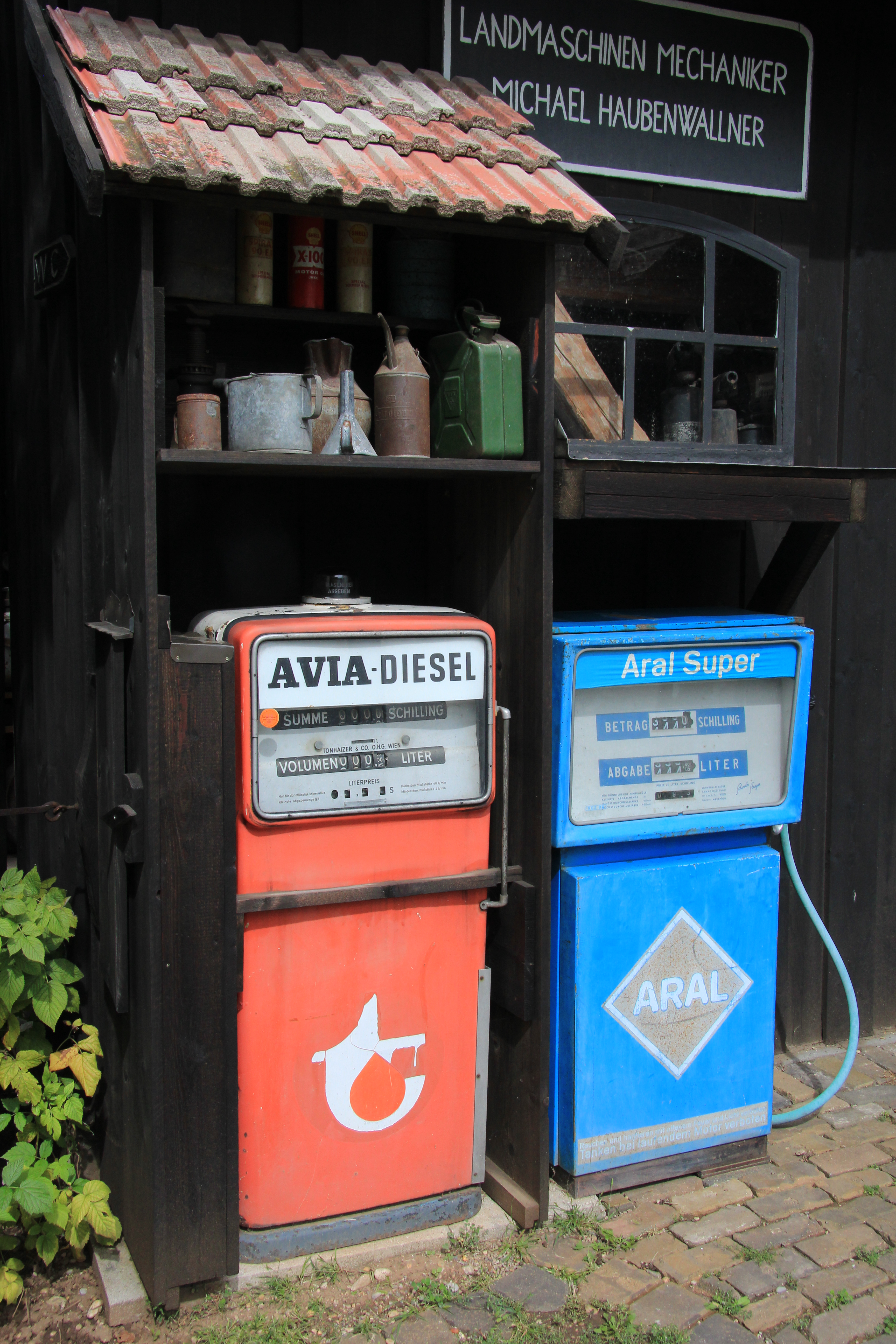
Anciennes pompes AVIA au musée villageois de Mönchhof en Allemagne
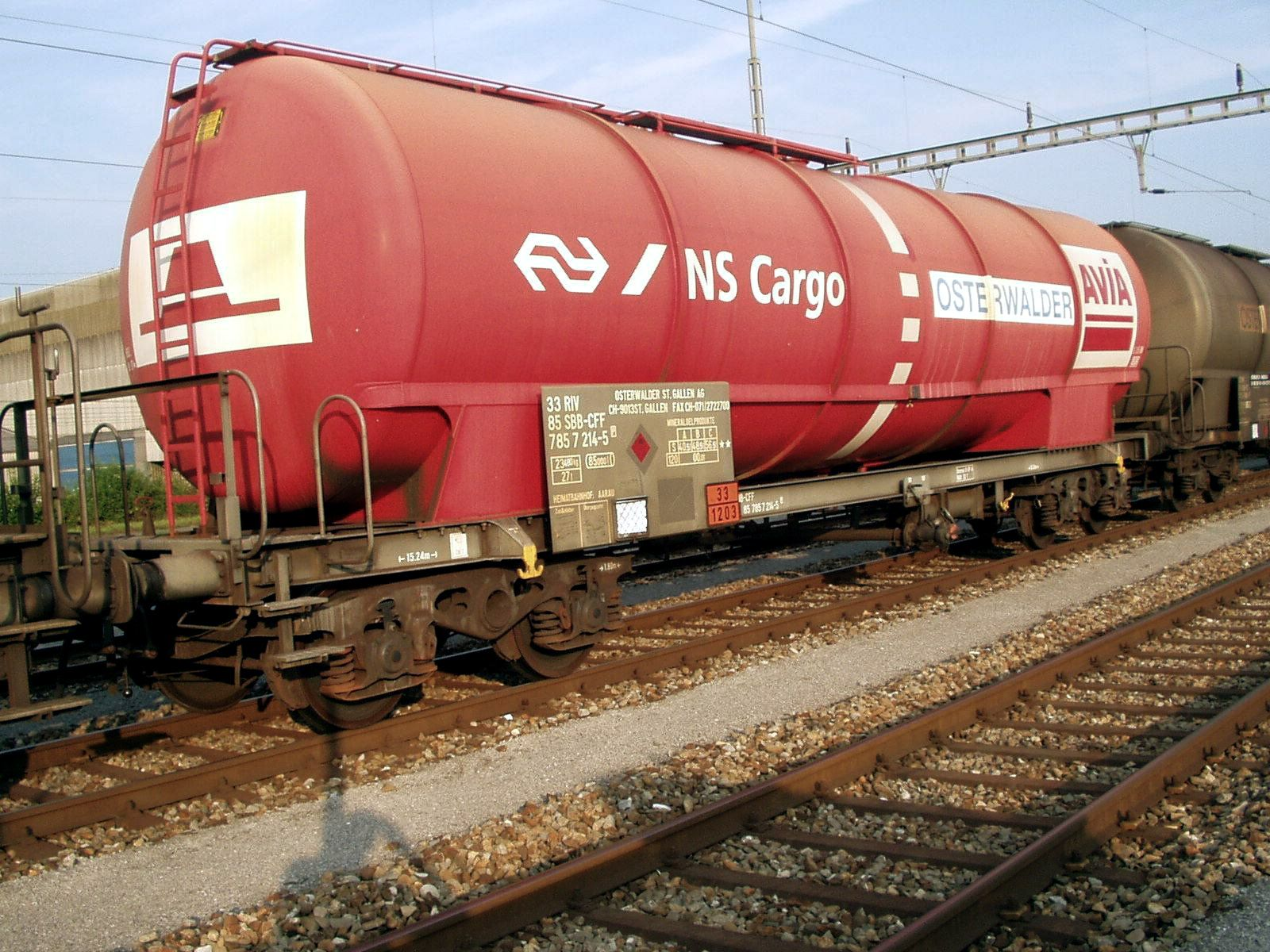
Wagon-citerne Avia en Suisse
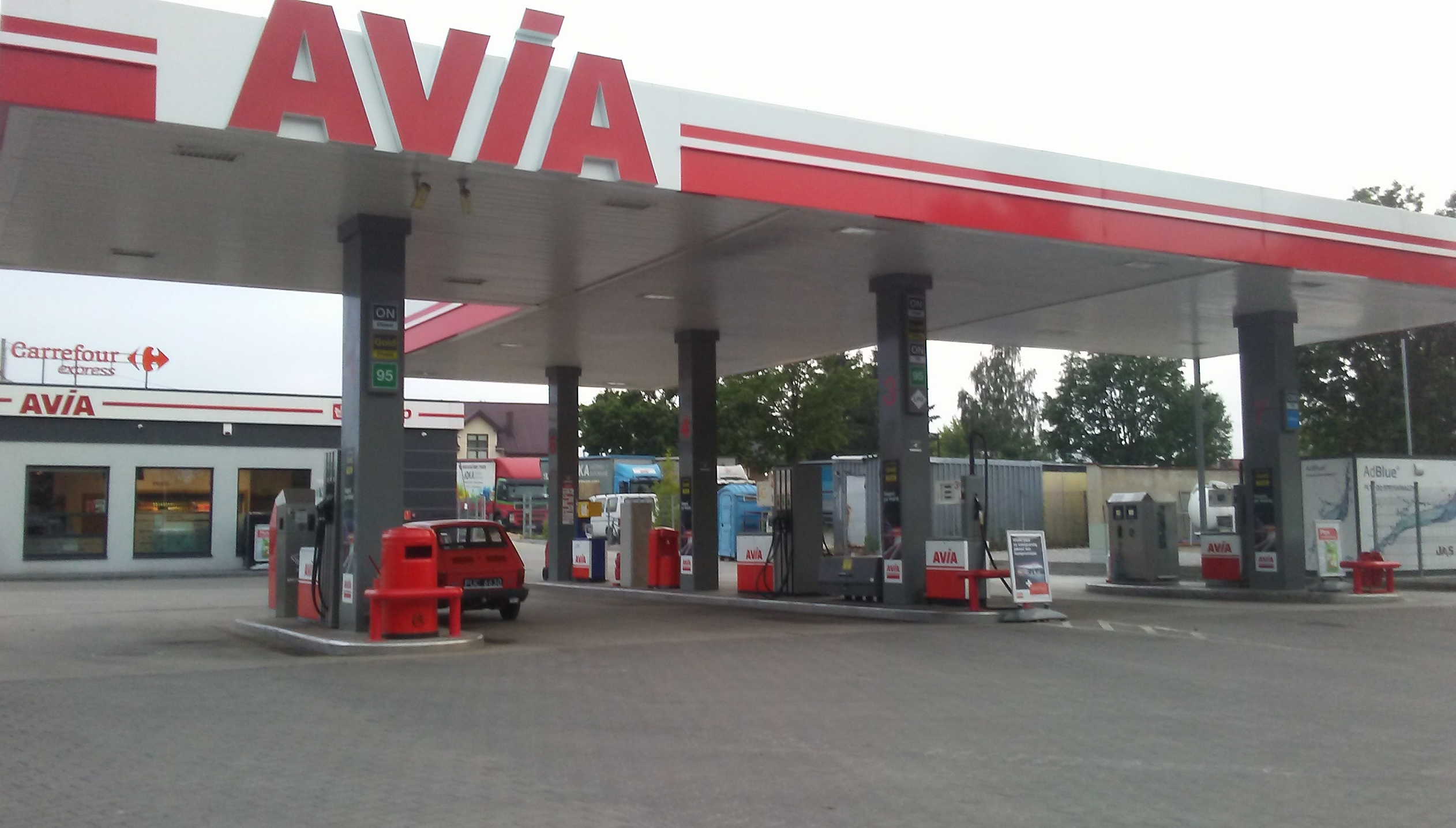
Avia en Pologne